# Sullivan's Travels
Sullivan's Travels (Brasil: Contrastes Humanos) é um filme estadunidense de 1941, do gênero comédia dramática, realizado por Preston Sturges.

## Sinopse
O diretor John L. Sullivan quer fazer um filme sobre problemas sociais. Quando seus produtores apontam que não entende nada do assunto, ele decide ir para as ruas para enfrentar de cara a pobreza e ver os problemas do povo, o que o levará a outros tipos de problemas. 

## Elenco
- Joel McCrea ...  John L. Lloyd 'Sully' Sullivan
- Veronica Lake ...  A Garota
- Robert Warwick ...  Sr. Lebrand
- William Demarest ...  Sr. Jones
- Franklin Pangborn ...  Sr. Casalsis